# マルチ・スズキ・インディア
マルチ・スズキ・インディア（英語：Maruti Suzuki India Limited、通称「マルチ・スズキ」 ）は、日本の自動車メーカー、スズキのインドにおける乗用車生産販売子会社である。
インド政府との合弁会社「マルチ・ウドヨグ」として1981年2月に設立され、インドを含む南アジアで最大の自動車会社となっている。2002年5月には出資比率を引き上げたスズキが子会社化し、2007年7月に社名変更された。

## 概要
- 創立：1981年
- 工場操業開始年度：1983年
- 本社：ニューデリー
- 工場1：ハリヤーナー州グルガーオン
- 工場2：ハリヤーナー州マーネーサル
- 工場3（建設中）:ハリヤーナー州カルコダ（2025年に稼働予定）
- 出資比率：スズキ 58.2%（2023年10月）
- 売上実績：206.6万台（2023年度）[4]
- 従業員数：約18,200人（2024年4月）

## 歴史
1970年頃、インドでは環境の不備もあり、陳腐化した自動車が高コストで製造されていた。この状況の中、当時の首相インディラ・ガンディーの次男で自動車好きだったサンジャイ・ガンディーは国民車構想を抱き、インド政府からライセンスを受け、1971年6月マルチ (MARUTI LIMITED) を設立した。しかし1980年6月23日、サンジャイ・ガンディーは自らが操縦する飛行機の事故で急逝してしまった。
1981年2月、インド政府はマルチを国営企業マルチ・ウドヨグとし、国民車構想の合弁相手を探したところに鈴木自動車工業（現スズキ）が応じた。1982年3月、インド政府の一行が合弁候補との交渉のため来日し日本の自動車メーカーを回ったが、当時日本の自動車メーカーの海外進出は米国一辺倒であり、トップが最初から最後まで応対したのは唯一鈴木自動車工業の鈴木修社長だけであった。1982年10月、鈴木自動車工業と契約締結。鈴木自動車工業がインドへの投資を決断したことは当時異例中の異例であり、失敗による経営危機も危惧されたという。
- 1983年12月14日 - 生産第一号車マルチ・800（日本の軽自動車スズキ・アルトがベースの 800 cc 車）をラインオフ。12月14日はサンジャイ・ガンディーの誕生日であった。マルチ・800 はその低価格により爆発的な人気を博し、1980年代のインド国内小型車市場を寡占状態にする。
- 1992年 - スズキが出資比率を26%から50%へ拡大。
- 2000年代 - インド国民の平均所得が向上するとともに生産台数も急増。アルトの欧州輸出も開始されている。
- 2002年 - スズキが出資比率を過半数の54%に引き上げ子会社化。
- 2005年 - 経済産業省より「日本ブランド創造貢献企業」として表彰を受け[5]、結果的にはスズキが得意な小型車が最も受け入れられる国に進出したとして、ビジネスモデルとして大きな評価を得た。
- 2006年12月21日 - インド政府が全保有株式を売却し、完全民営化された。
- 2007年9月17日 - 現社名に変更。
- 2007年度には - スズキのインドでの新車販売台数が初めて日本国内を上回った。インドでの新車販売台数は前年度比12%増の71万1818台に達し、同3.4%減の約66万7000台であった日本での販売台数を4万5000台近く上回った。
- 2012年7月18日 - マーネーサル工場内で従業員同士のトラブルが発端となって大規模な暴動が発生。事務所などが放火されるなどし1名が死亡、100以上が負傷した[6]。これにより約1か月間、操業停止に追い込まれた。
- 2014年1月18日 - マルチ・800の製造が終了。累計販売台数は250万台を超えた[7]。
- 2014年1月28日 - スズキがグジャラート州アフマダーバードに四輪車生産子会社「スズキ・モーター・グジャラート」を設立すると発表した[8]。スズキ自身が全額出資して新会社を設立する狙いとして、マルチ・スズキの設備投資負担の軽減および工場運営への関与の強化が挙げられている[9]。
- 2015年5月 - 累計生産台数1,500万台を達成[10]。
- 2015年 - 新たな販売網として「NEXA（ネクサ）」を立ち上げた。
- 2021年5月1日から9日 - インド国内の3工場における生産を一時停止した。国内の新型コロナウイルス感染拡大に伴い、工場で使用する酸素を医療機関に回すことによる措置[11]。
- 2022年11月2日 - 累計生産台数が2500万台を超えた[12]。
- 2024年10月29日 - 2025年9月30日を目処に、四輪車生産子会社「スズキ・モーター・グジャラート」をマルチ・スズキが吸収合併することを発表[13]。

## 社名
「マルチ」とは、インドの風の神「マールティ मारुति」であり、自動車が軽快なスピードで颯爽と走るイメージを意識したもの。設立時の社名の「ウドヨグ」は、ヒンディー語で「産業・工業」を意味する「ウドヨーグ उद्योग」という言葉のローマ字表記「Udyog」をカタカナ読みしたものである。
2007年の社名変更は、同社製の乗用車が「マルチ・スズキ」（Maruti Suzuki ）ブランドとしてインド国内に浸透していることから、会社名をこれに合わせたものである。

## 主な生産・販売車種

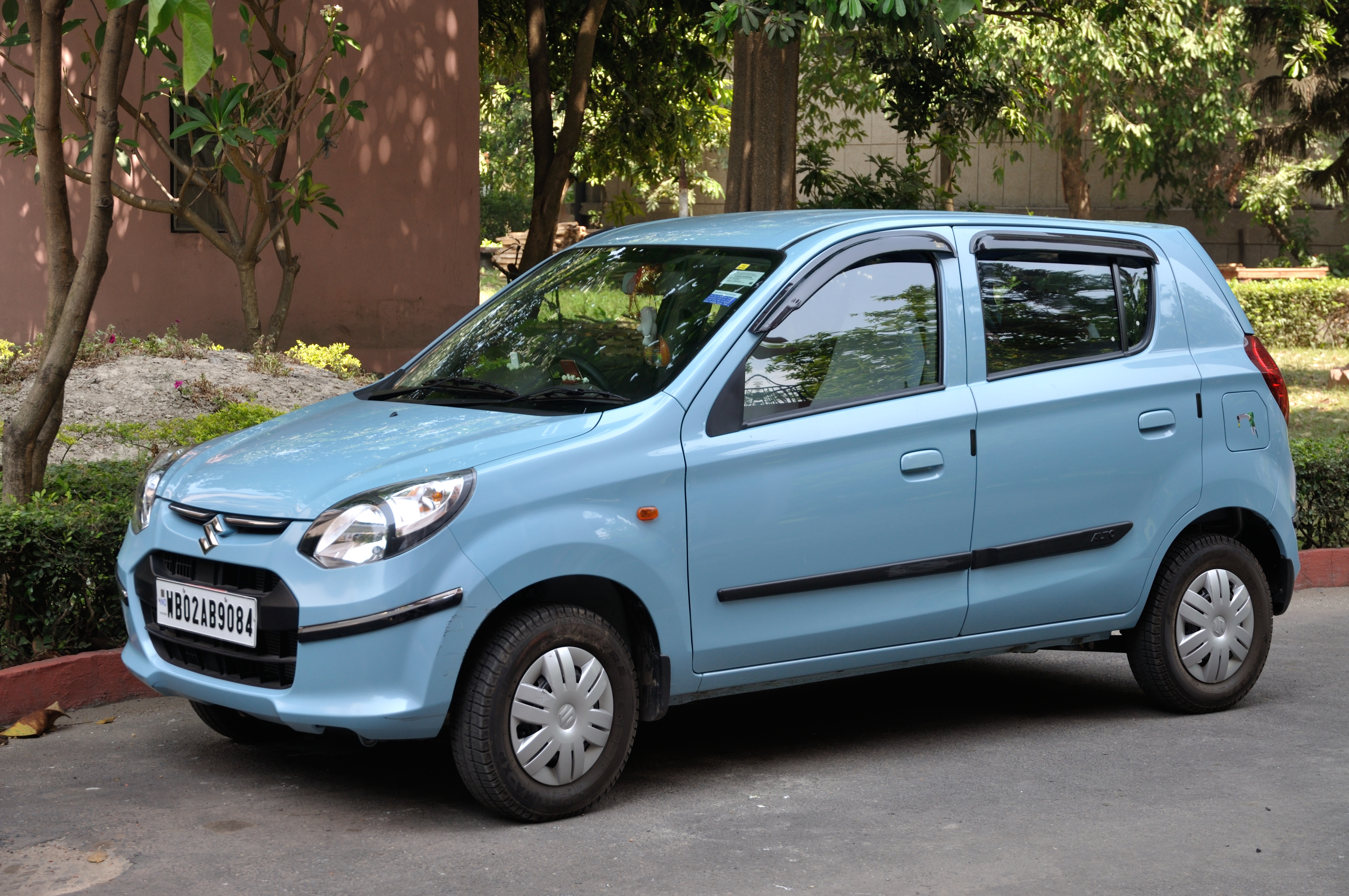
アルト800

日本で軽自動車として流通している車種については、現地の実情に併せて800 cc、1,000 ccエンジンへ変更し、ボディサイズが若干拡大され、マニュアルトランスミッションが組み合わせられている。

【】内は日本での車名。
以下は「MARUTI SUZUKI ARENA」で販売
- アルト800（マルチ・800後継）
- アルトK10（5代目ベース）
- ワゴンR（イグニスがベース、日本仕様とはデザインとサイズが大きく異なる）
- エスプレッソ
- セレリオ
- スイフト
- ディザイア（スイフト派生の4ドアセダン）
- エルティガ
- オムニ【（初代）エブリイ】
- イーコ【エブリイランディ】
- ジプシー（2代目ジムニーのホイールベースを345mm延長し、全長を4m以上にまで拡大したもので、大きめのリアクォーターウインドウが特徴的。救急車仕様もある）
- ビターラブレッツァ

以下6車種は上級車チャネル「NEXA」で販売
- XL6（エルティガがベースの上級MPV）
- S-CROSS（日本名：SX4 S-CROSS）
- バレーノ/バレーノRS（マネサール工場から全世界向けに輸出。また、2016年2月から2020年3月までは日本向けにも輸出された）
- シアズ/シアズS
- イグニス
- フロンクス（バレーノがベースのSUV。2024年10月から日本向けにも輸出）

販売終了車種
- マルチ・800【アルト】
- エスティーム【カルタス】
- ゼン【セルボ・モード】
- ゼン・エスティロ【MRワゴン】
- SX4
- Aスター
- キザシ
- リッツ【スプラッシュ】
- スティングレー（日本仕様同様にワゴンRの派生車種だが、日本仕様のそれとは異なる。また、車名にはワゴンRが付かない）